# Xanthomonas populi
Xanthomonas populi is een gram-negatieve, eivormige bacterie die behoort tot de familie Xanthomonadaceae.  Xanthomonas populi veroorzaakt bacteriekanker bij populier en wordt verspreid door regendruppels en insecten. De bacterie dringt binnen via wondjes.